# Giovan Battista Pellegrini
Giovan Battista Pellegrini (* 23. Februar 1921 in Cencenighe Agordino; † 3. Februar 2007 in Padua) war ein italienischer Sprachwissenschaftler, Romanist, Finno-Ugrist, Albanologe und Dialektologe.

## Leben und Werk
Giovan Battista Pellegrini besuchte die Schule in Belluno, studierte bei Carlo Tagliavini an der Universität Padua und schloss sein Studium mit der Arbeit I nomi locali del Medio ed Alto Cordevole (Florenz 1948) ab. Dann war er von 1946 bis 1956 Assistent an der Universität Pisa. Von 1957 bis 1958 lehrte er als Extraordinarius an der Universität Palermo, anschließend als Ordinarius an der Universität Triest, schließlich von 1964 bis 1996 auf dem Lehrstuhl für Sprachwissenschaft der Universität Padua. Von 1987 bis 1992 leitete er das Centro di Studio per la Dialettologia italiana, das er mit Oronzo Parlangèli gegründet hatte.
Pellegrini war seit 1990 korrespondierendes Mitglied der Accademia della Crusca, deren Vollmitglied (accademico) er 2003 wurde, und Ehrendoktor der Universität Budapest (1989). In Belluno ist ein Platz nach ihm benannt.

## Schriften (Auswahl)

### Als Autor
Monographien
- Contributo allo studio della romanizzazione della provincia di Belluno. Padua 1949.
- Grammatica storica spagnola. Bari 1950, 1966.
- Appunti di grammatica storica del francese antico. Anno accademico 1952-53. Pisa 1953, 1966.
- Appunti di grammatica storica del provenzale. Pisa 1954, 1958, 1960, 1962.
- Schizzo fonetico dei dialetti ladino-veneti agordini. Venedig 1955.
- Contributo allo studio dell'elemento arabo nei dialetti siciliani. Triest 1962.
- zusammen mit Aldo Luigi Prosdocimi: La lingua venetica. Padua 1967 (2 Bände).
- Saggi sul Ladino dolomitico e sul Friulano. Bari 1972.
- Gli arabismi nelle lingue neolatine. Con speciale riguardo all'Italia. Brescia 1972 (2 Bände).
- Saggi di linguistica italiana. Storia. Struttura. Società. Turin 1975.
- Studi di diattologia e di filologia veneta. Pisa 1977.
- Minoranze e culture regionali. Padua 1986.
- Ricerche di toponomastica veneta. Padua 1987.
- zusammen mit Carla Marcato: Terminologia agricola friulana. Udine 1988–1992.
- Ricerche sugli arabismi italiani con particolare riguardo alla Sicilia. Palermo 1989.
- Toponomastica italiana. Mailand 1990, 2008.
- La genesi del retoromanzo (o ladino). Tübingen 1991.
- Dal venetico al veneto. Studi linguistici preromani e romanzi. Padua 1991.
- Il museo archeologico cadorino e il Cadore preromano e romano. Venedig 1991.
- Studi di etimologia, onomasiologia e di lingue in contatto Alessandria 1992.
- Ricerche linguistiche balcanico-danubiane. Rom 1992.
- Studi storico-linguistici bellunesi e alpini. Belluno 1992.
- Varia linguistica. Alessandria 1995.
- Avviamento alla linguistica albanese. Palermo 1995, Rende 1998.
- Popoli e lingue d'Italia. Natalicium Bellunense. Padua 2001.

Aufsätze
- L'elemento arabo nelle lingue neolatine con particolare riguardo all'Italia. In: Settimane di studio del Centro italiano di studi sull'alto medioevo, Band 12.
- L'Occidente e l'Islam nell'alto medioevo. Spoleto, 2-8 aprile 1964, Spoleto 1965, S. 698–844.
- Terminologia agraria medievale in Italia. In: Settimane di studio del Centro italiano di studi sull'alto medioevo, Band 13, Agricoltura e mondo rurale in occidente nell'alto medioevo. Spoleto 22-28 aprile 1965, Spoleto 1966, S. 605–749.

Als Herausgeber
- Raccolta di testi veneti. Triest 1960.
- Egloga pastorale di Morel. Testo veneto della fine del secolo 16. Triest 1964.
- zusammen mit Bruno Migliorini: Dizionario del feltrino rustico. Padua 1971.
- Atlante storico-linguistico-etnografico friulano (ASLEF). Padua 1972–1986.
- Raccolta di saggi lessicali in area veneta e alpina. Padua 1993.
- Saggi dialettologici in area italo-romanza. Nuova raccolta. Rom 1995.
- Terza raccolta di saggi dialettologici in area italo-romanza. Padua 1996.
- Il ladino o „retoromanzo“. Silloge di contributi specialistici. Alessandria 2000.